# Noonamyia chujoi
Noonamyia chujoi är en tvåvingeart som beskrevs av Okadome 1982. Noonamyia chujoi ingår i släktet Noonamyia och familjen lövflugor.
Artens utbredningsområde är Filippinerna. Inga underarter finns listade i Catalogue of Life.